# Harry Potter and the Forbidden Journey
Harry Potter and the Forbidden Journey (Nederlands: Harry Potter en de verboden reis) is een simulatordarkride in de Amerikaanse attractieparken Islands of Adventure, Universal Studios Hollywood, het Japanse Universal Studios Japan en het Chinese Universal Studios Beijing en staat in het themagebied Wizarding World of Harry Potter. In 2011 won de attractie een Thea Award.

## Locaties
De attractie opende voor het eerst in 2010 in Universal's Islands of Adventure. Vier jaar later volgde Universal Studios Japan. In 2016 kreeg de darkride ook een plek in Universal Studios Hollywood. Op 20 september 2021 opende de darkride tegelijk met de rest van het park in Universal Studios Beijing.

## Opzet

### Wachtrij
De wachtrij van de darkride is een attractie op zich. De wachtrij loopt door diverse ruimtes van het kasteel. In deze ruimtes zijn diverse scènes nagemaakt uit de Harry Potter films zoals het kantoor van Perkamentus, diverse schoollokalen en de kas van professor Stronk. Er wordt in de diverse ruimtes gewerkt met schermen waarop personages getoond worden. De personages worden gespeeld door de acteurs die ook een rol hadden in de films van Harry Potter. De wachtrij eindigt bij de Sorteerhoed die de veiligheidsinstructies opleest. Het station van de attractie is een station met loopbanden, de voertuigen rijden met een lage snelheid door het station.

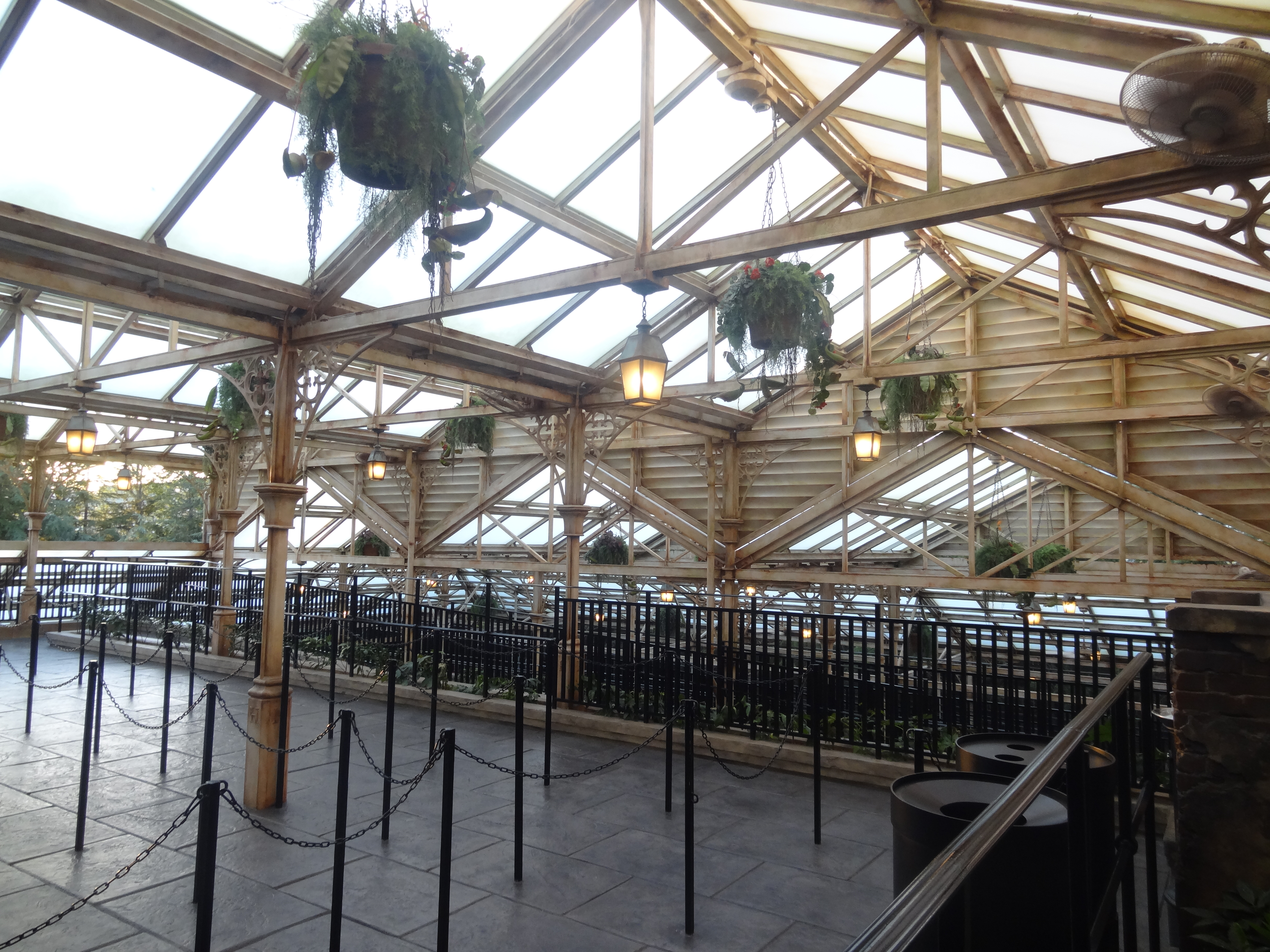
Kas van professor Stronk
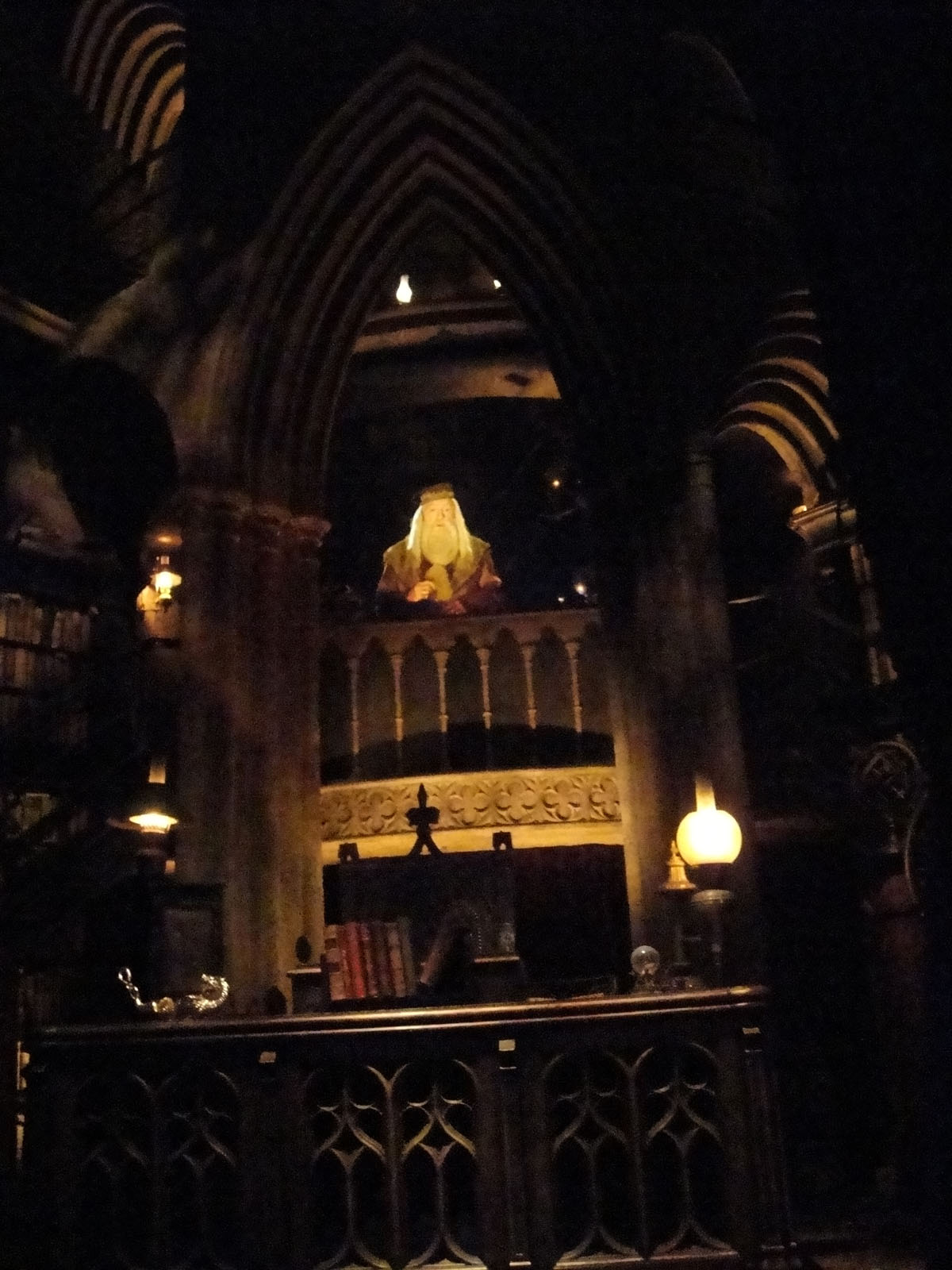
Kantoor van Perkamentus
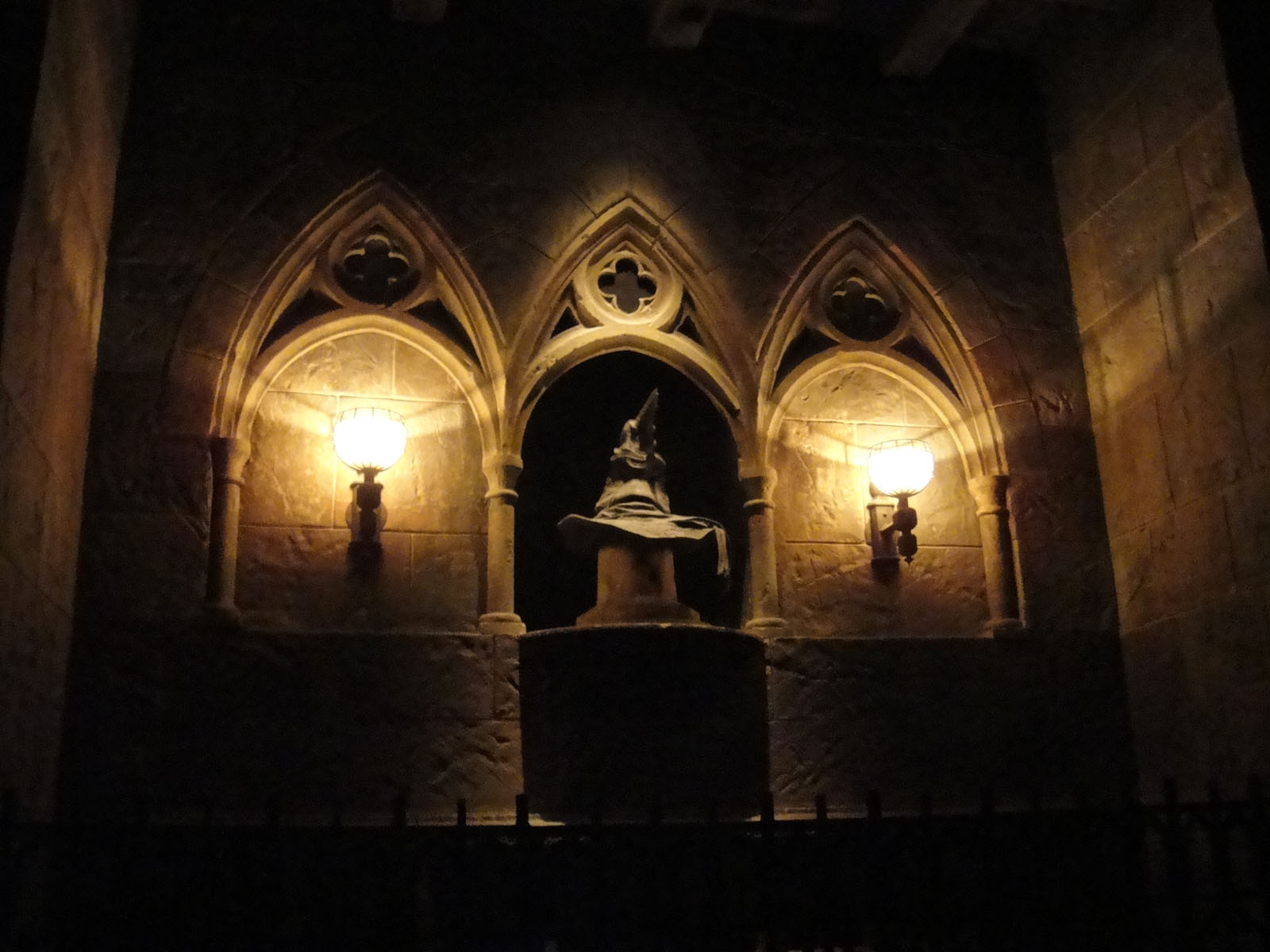
Sorteerhoed
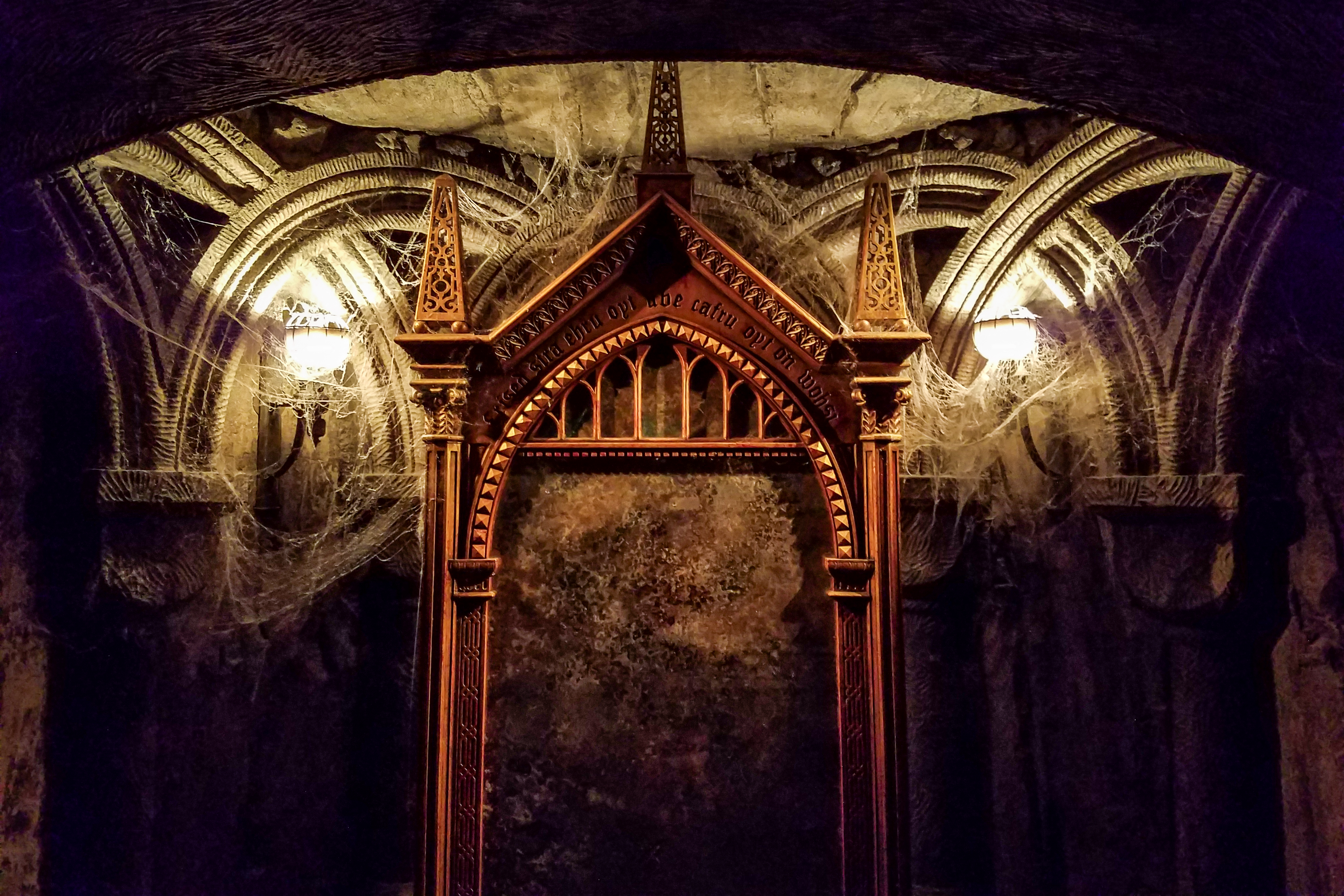
Spiegel van Neregeb
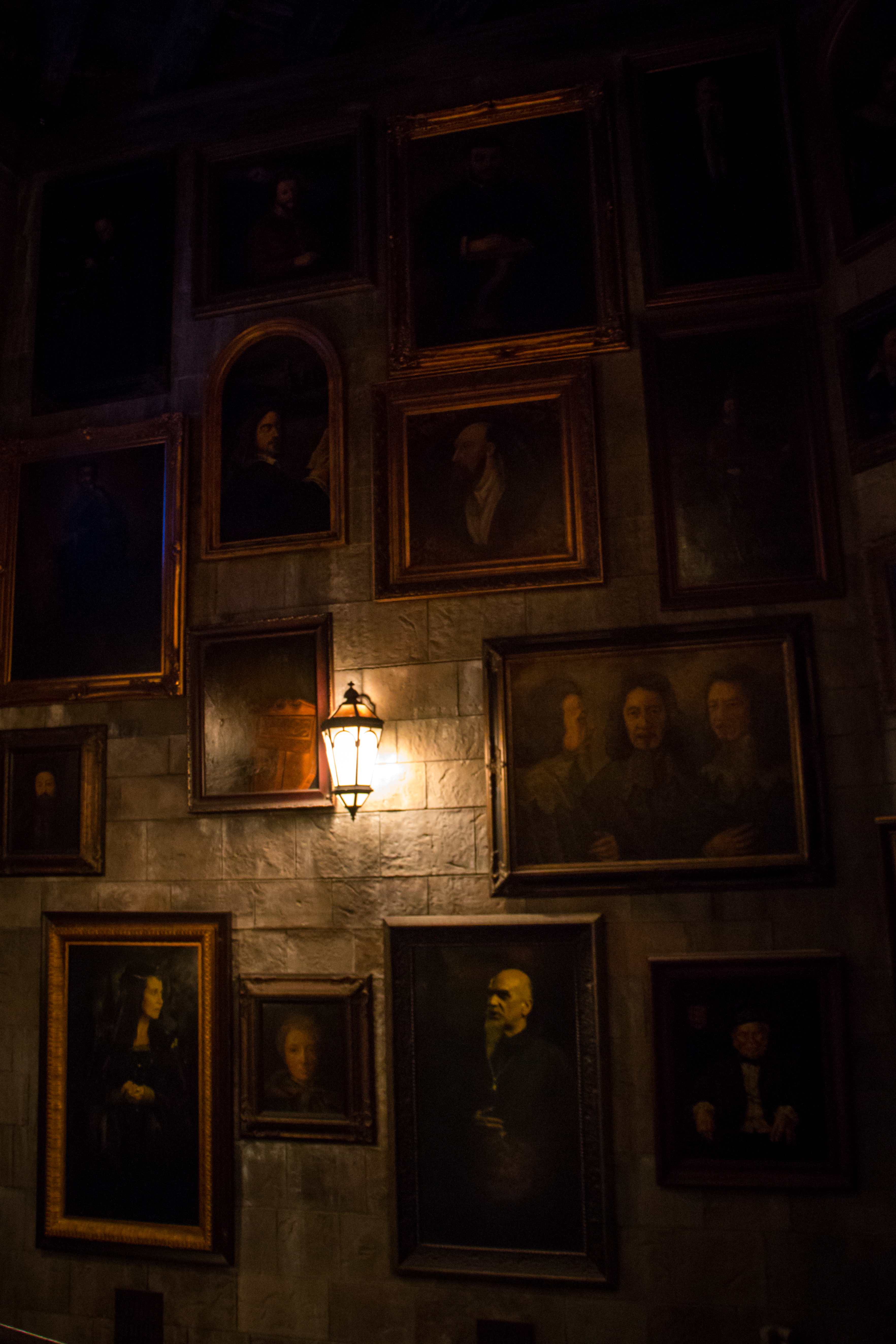
Portrettenhal
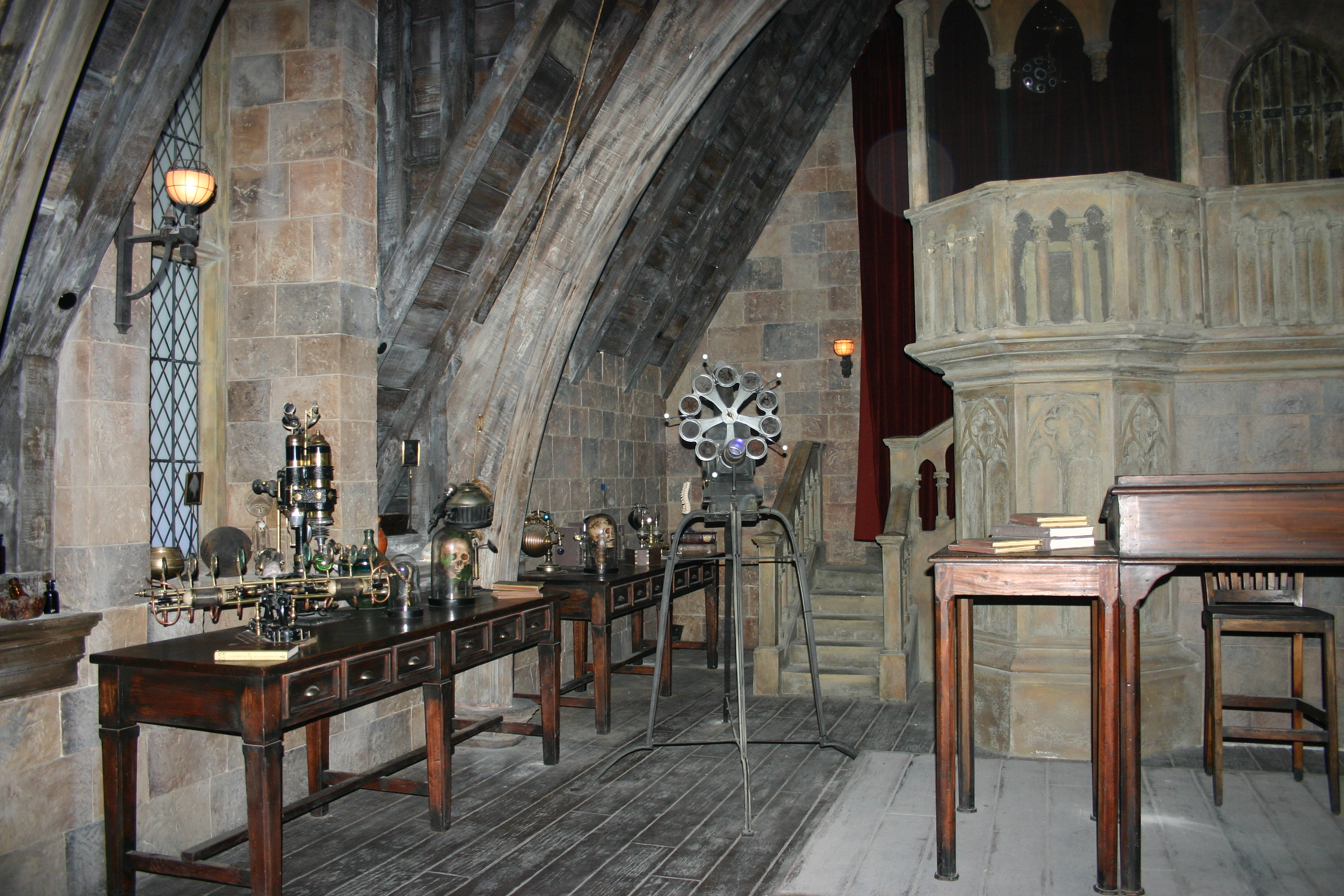
Klaslokaal

### Rit
Het transportsysteem van de attractie is een robotarm op wielen (robocoaster). Het is de eerste attractie ter wereld waarbij dit transportsysteem toegepast wordt. De robotarm kan in alle richtingen draaien, waardoor de belevenis wordt gecreëerd dat bezoekers daadwerkelijk vliegen. De voertuigen hebben geen constante snelheid, de maximumsnelheid 37 km/u en er worden tijdens de rit geen inversies gemaakt. Tijdens de rit rijden bezoekers langs diverse scènes uit de Harry Potter films zoals door de kasteelgangen van Zweinstein. Ook staan er diverse animatronics langs het traject opgesteld zoals die van een draak. Tijdens de rit krijgen bezoekers ook korte films te zien. De voertuigen van de attractie rijden hiervoor een bolvormig scherm in. Tijdens de korte films bewegen de voertuigen mee op de bewegingen in de film.

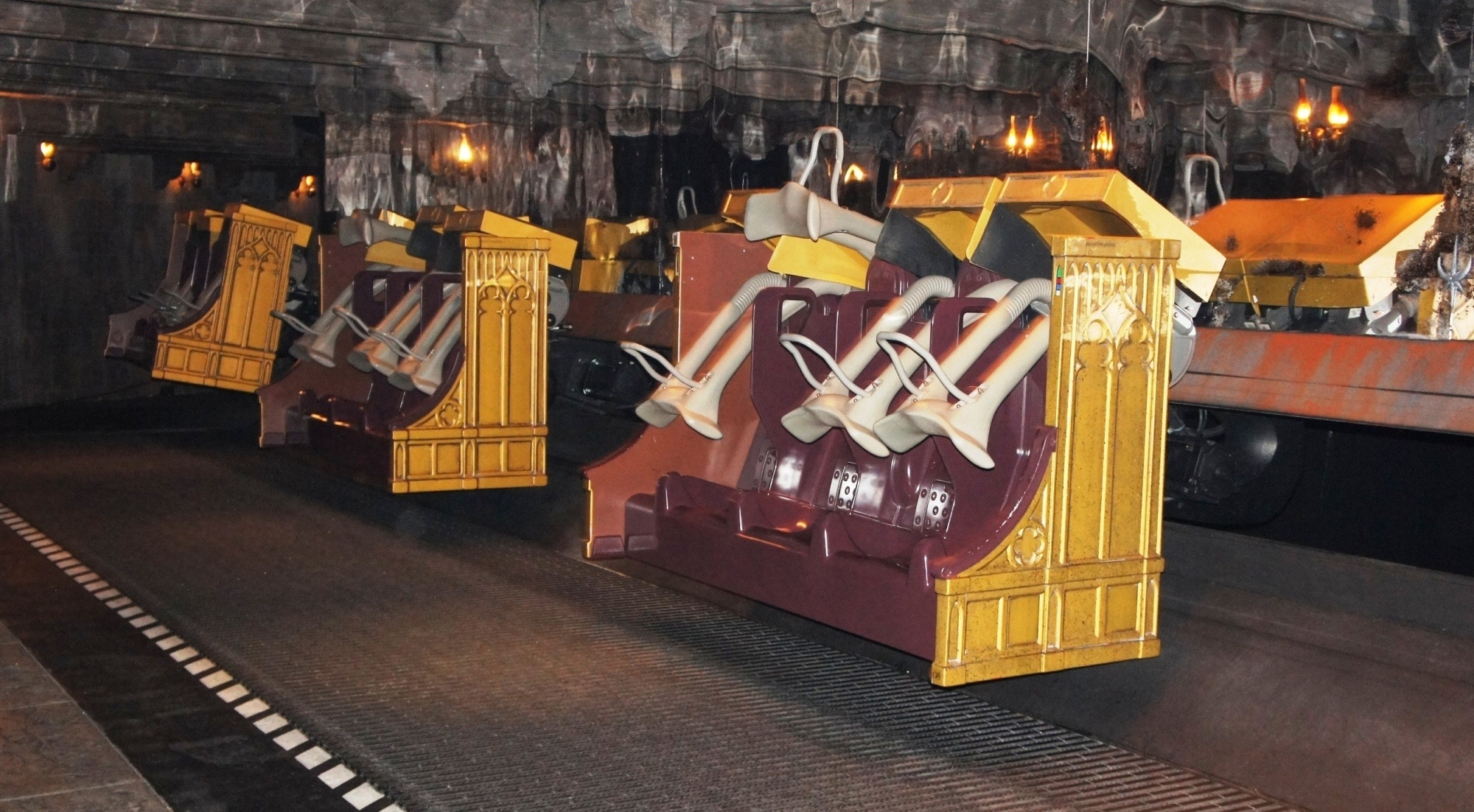
Voertuigen in het station
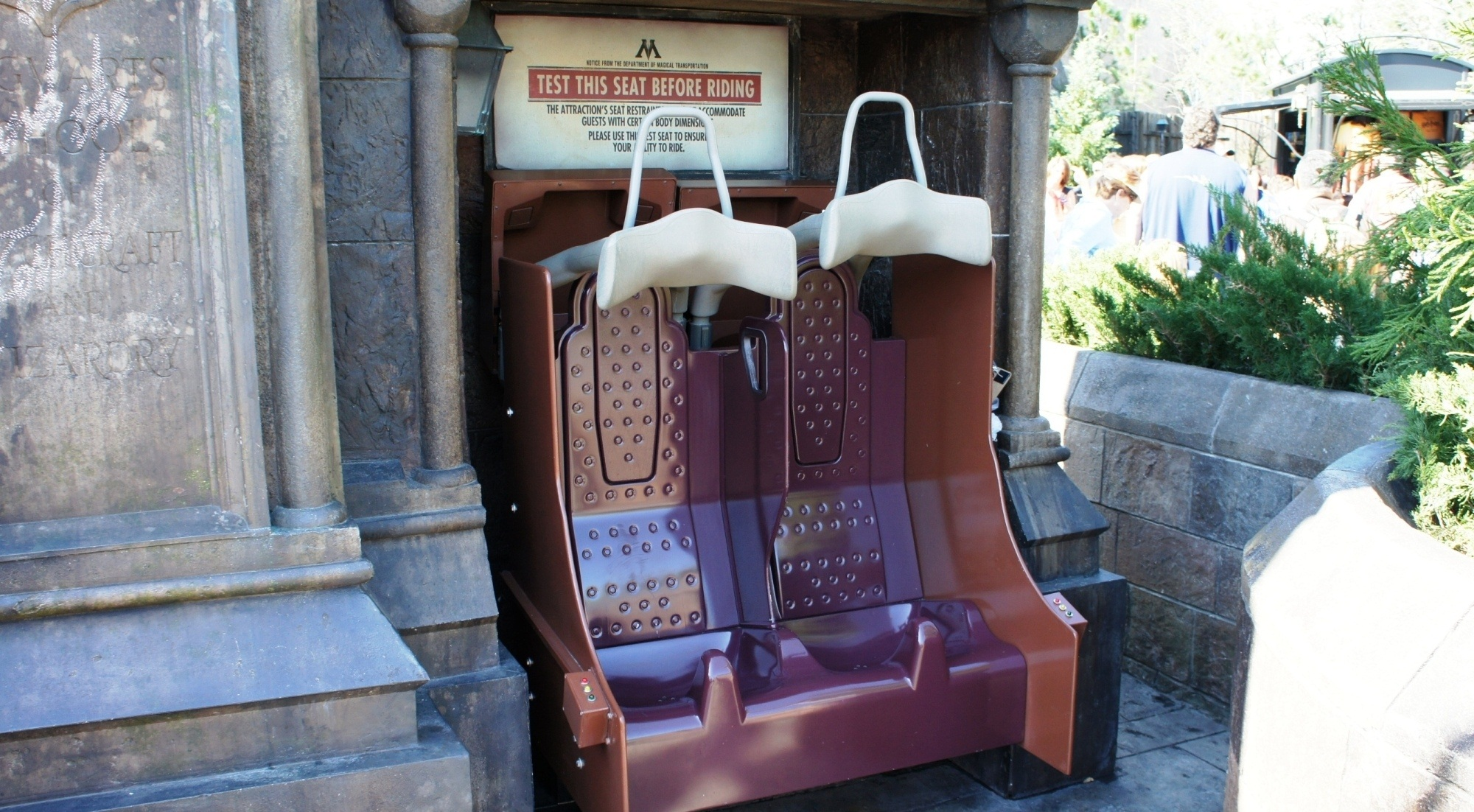
Teststoelen bij de entree.

## Exterieur
Bij het ontwerp van het exterieur van de darkride is zoveel mogelijk geprobeerd om het kasteel van Zweinstein na te bouwen. In feit is dit slechts een klein deel van het exterieur en bevindt de daadwerkelijke attractie zich onder het kasteel in een grote loods die voor het zicht gedeeltelijk gecamoufleerd is met rotsformatie met daarop het kasteel. In werkelijk bestaat het kasteel uit een staalconstructie waaromheen de decoratie is aangebracht.

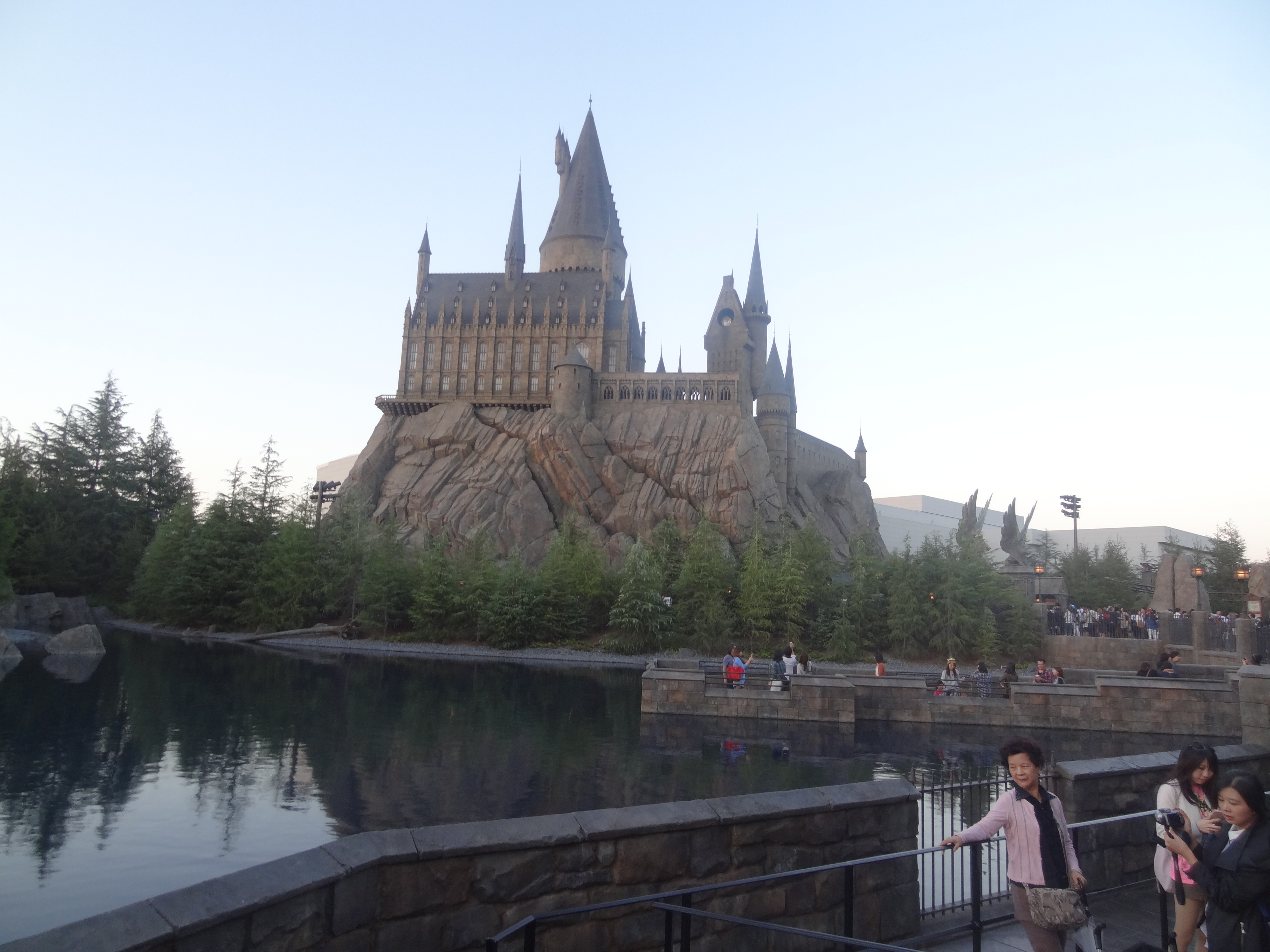
Zweinstein in Universal Studios Japan.
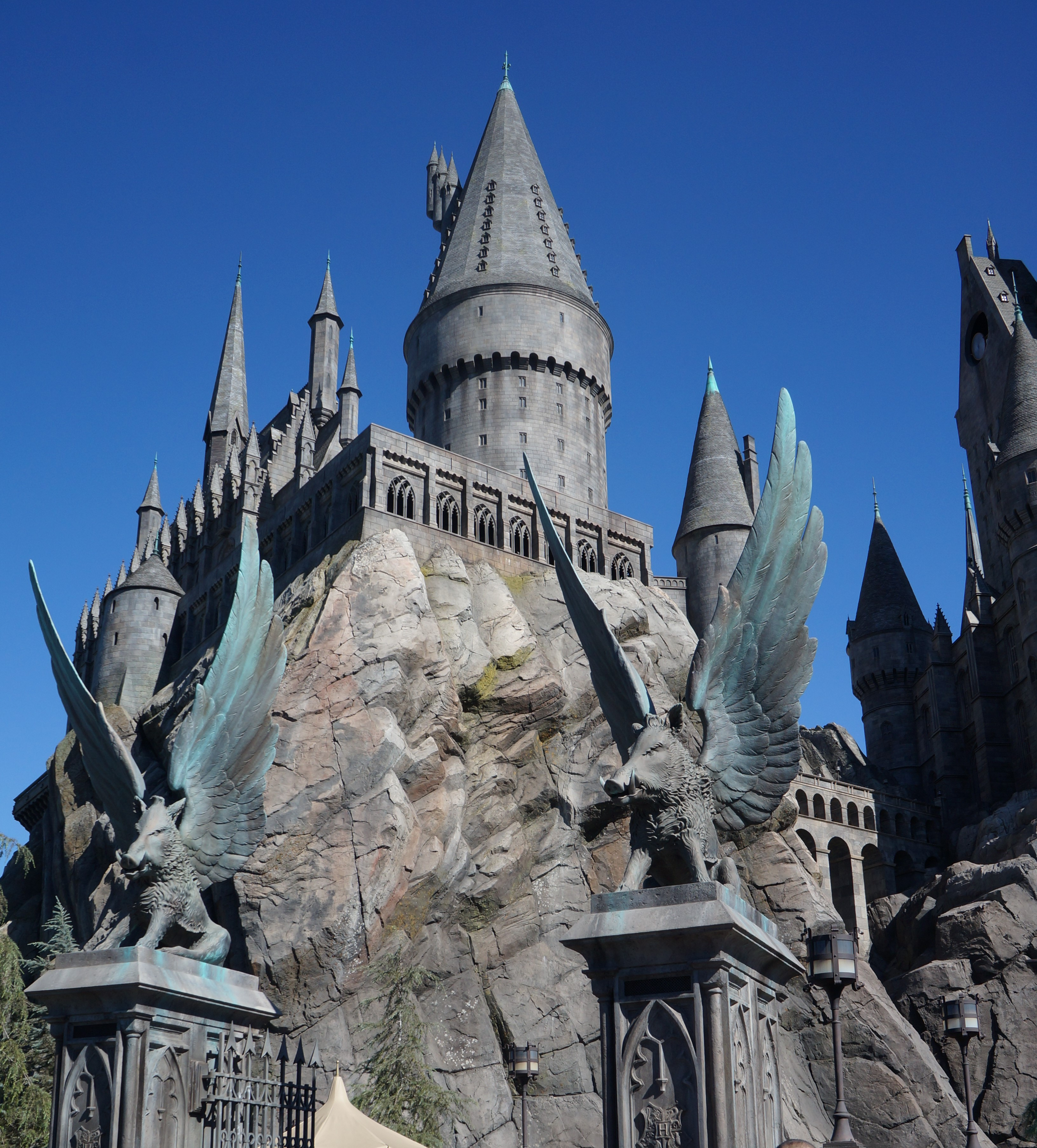
Beeldbouwwerk bij de entreepoort.
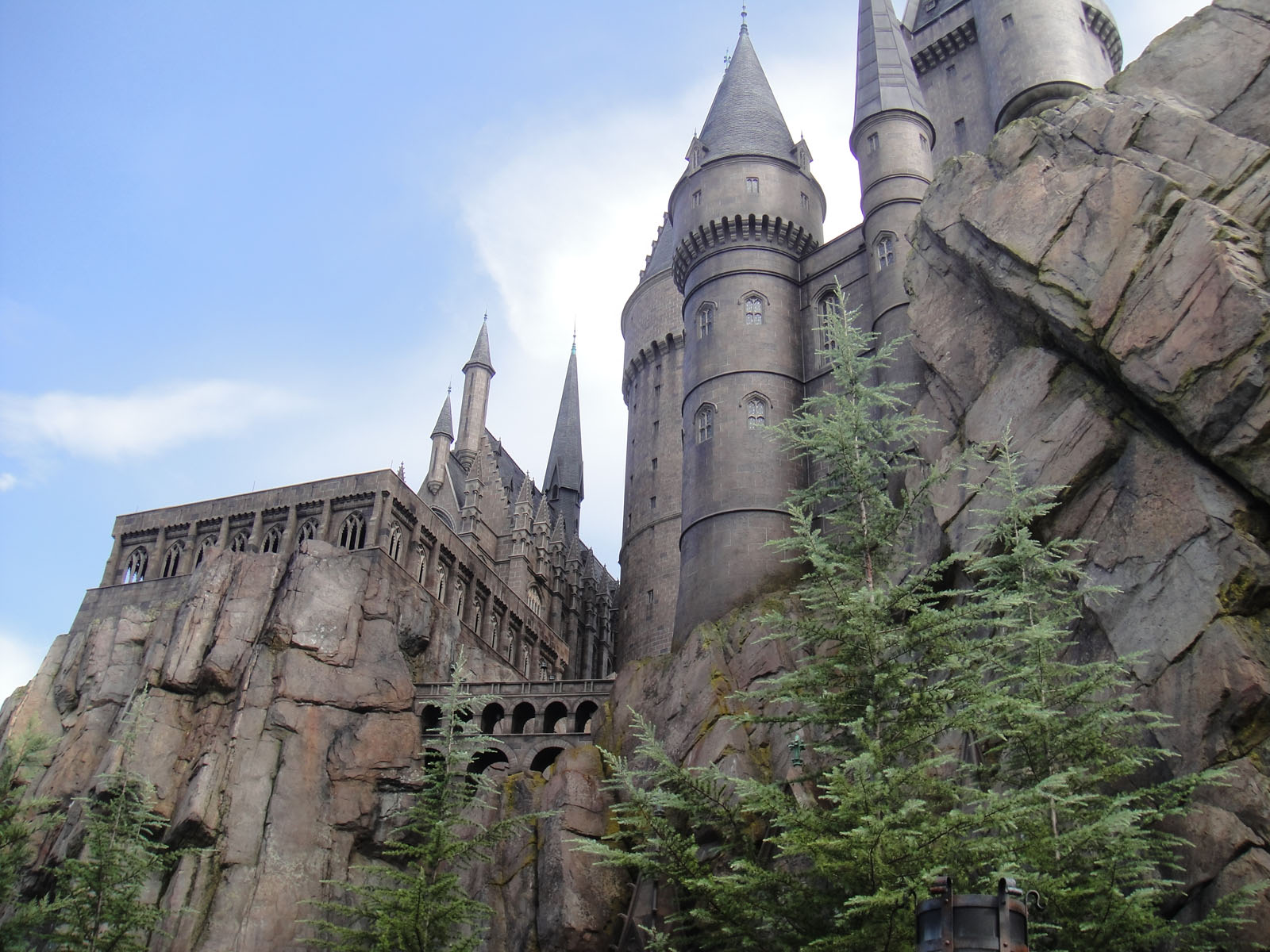
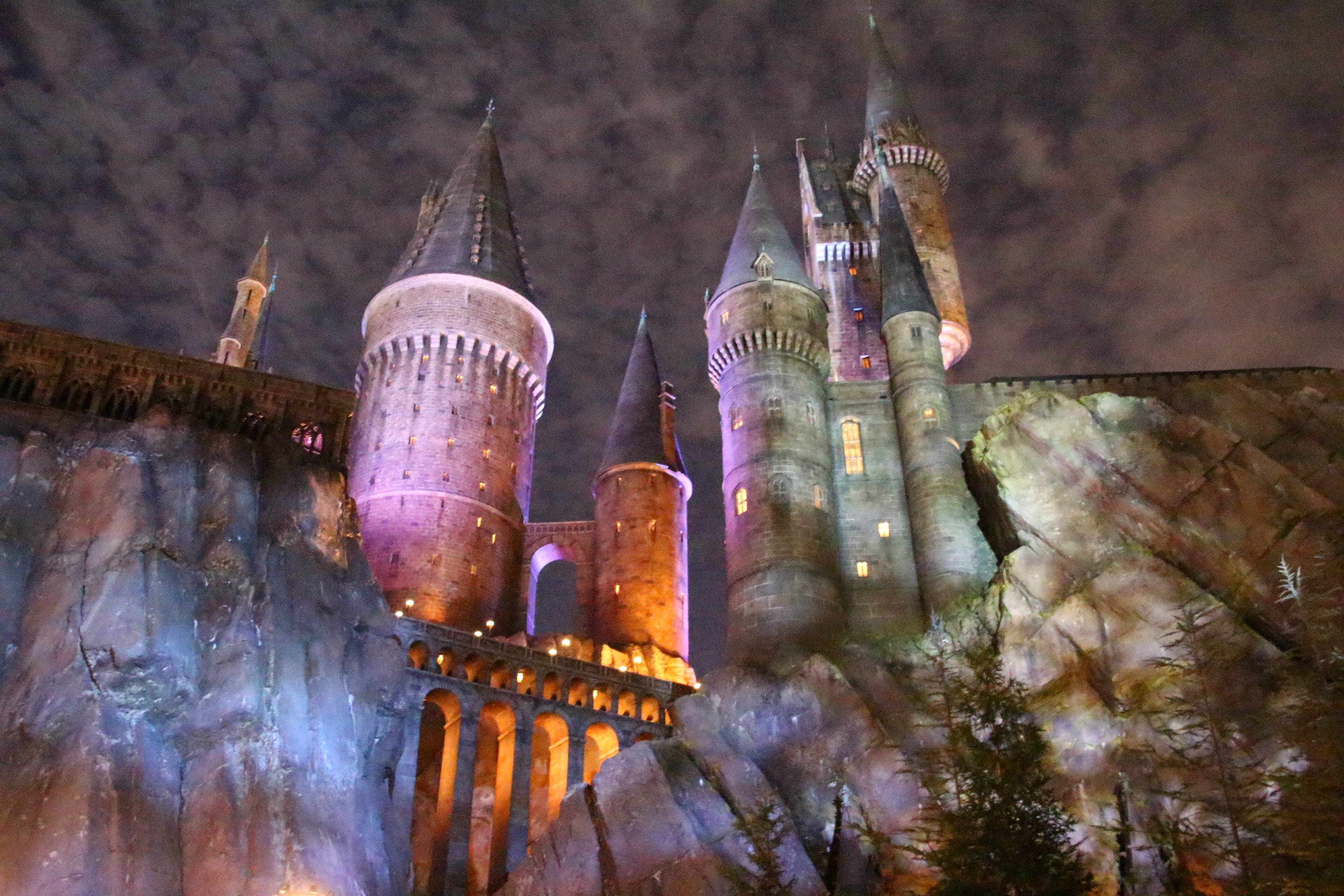
Zweinstein bij nacht.